# Zbigniew Ostroróg-Gorzeński

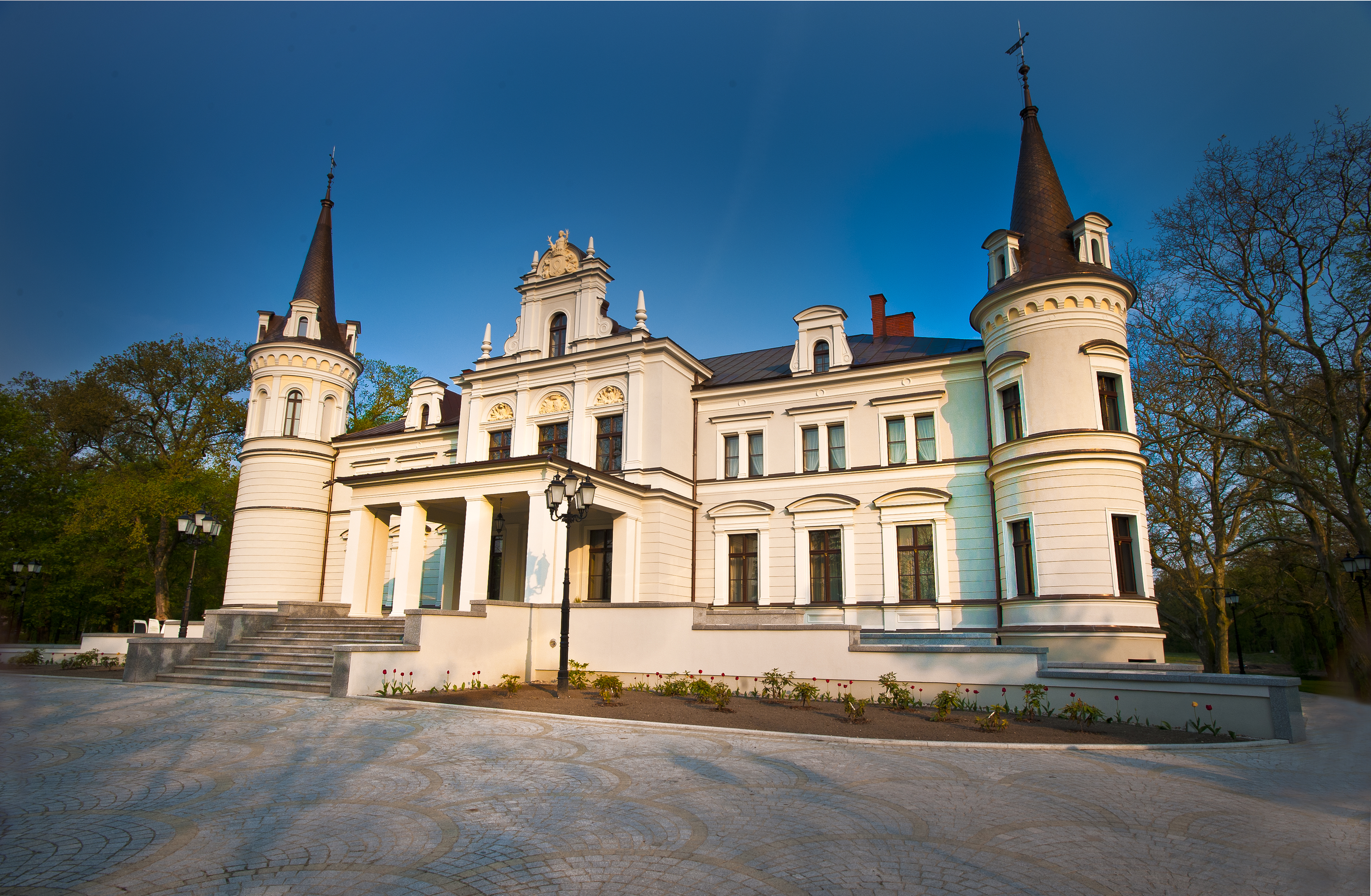
Pałac w Tarcach, własność hr. Zbigniewa Ostroróg-Gorzeńskiego w latach 1898–1926

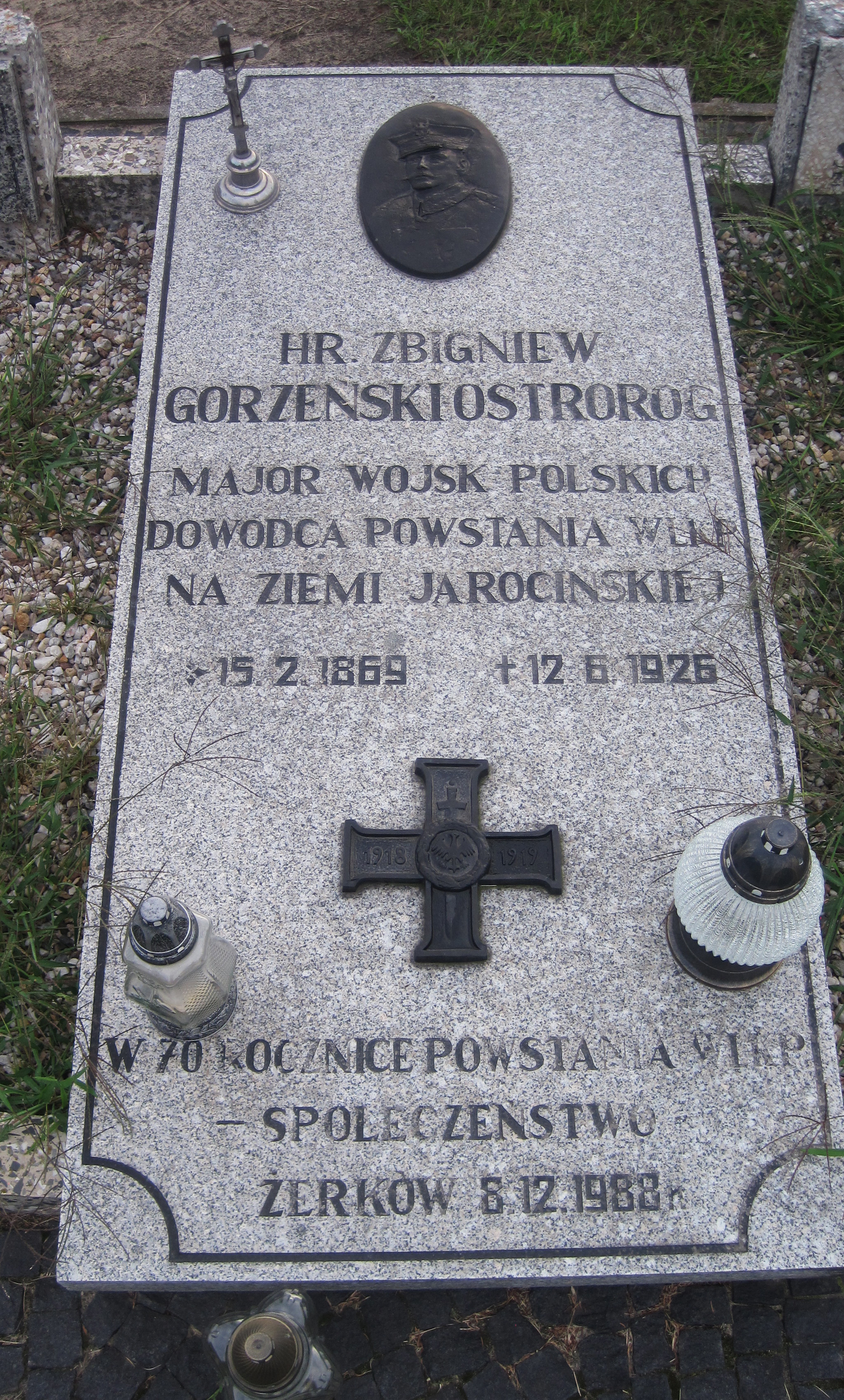
Nagrobek Zbigniewa Ostroróg-Gorzeńskiego we Lgowie k. Jarocina

Zbigniew Ostroróg-Gorzeński herbu Nałęcz (ur. 15 lutego 1869 we Lgowie, zm. 12 czerwca 1926 w Tarcach) – major piechoty Wojska Polskiego, powstaniec wielkopolski, ziemianin, działacz społeczny, kawaler Orderu Virtuti Militari.

## Młodość
Urodził się 15 lutego 1869 z ojca Stanisława Gorzeńskiego (syna Hieronima Gorzeńskiego i wnuka Andrzeja Gorzeńskiego) oraz Elżbiety z Węsierskich Gorzeńskiej. Miał brata Ludwika (1875–1916). Był ostatnim potomkiem w linii męskiej rodu Gorzeńskich herbu Nałęcz (młodszy i chorowity brat Ludwik zmarł przedwcześnie).
Po ukończeniu szkoły średniej w Jarocinie, studiował rolnictwo na Uniwersytecie Berlińskim. W 1898, po śmierci ojca, został właścicielem majątku Tarce. W tarzeckim pałacu zamieszkał wraz z matką i bratem. Hrabia Gorzeński systematycznie wzbogacał odziedziczony po ojcu księgozbiór oraz kolekcję obrazów. W dniu 22 kwietnia 1901, w prywatnej kaplicy biskupiej w Poznaniu, zawarł związek małżeński z Anielą z Biegańskich Ostrorożyną-Gorzeńską (1875–1920). Sakramentu udzielił biskup Edward Likowski. Małżonkowie nie doczekali się potomstwa.
Gorzeński zaangażował się w działalność organicznikowską, mającą stanowić legalną przeciwwagę dla akcji germanizacyjnej na terenie zaboru pruskiego. Wspierał Towarzystwo Czytelni Ludowych, jarocińskie Towarzystwo Gimnastyczne „Sokół”, współfinansował budowę katolickiej Szkoły Powszechnej w Tarcach (otwartej w roku 1914), zainicjował utworzenie jednostki straży pożarnej w tej samej miejscowości. Był także opiekunem jarocińskiego ruchu skautowego – m.in. udostępniał przyszłym młodym powstańcom wielkopolskim swoje lasy, w których mogli urządzać ćwiczenia strzeleckie. Od 1918 pełnił funkcję przysięgłego w Sądzie Okręgowym w Ostrowie Wielkopolskim. Rozwijał w Tarcach ośrodek sztucznej hodowli zwierząt, tzw. Zwierzyniec, o łącznej powierzchni ponad 200 ha. Był zapalonym myśliwym, udzielał się aktywnie w pracach Towarzystwa Łowczego w Wielkopolsce. Publikował ponadto artykuły w dwutygodniku o tematyce myśliwskiej – Łowca.

## Służba wojskowa
W latach 1902–1903 odbył służbę wojskową w armii pruskiej, w trakcie której został mianowany podporucznikiem. Był żołnierzem w 1 pułku huzarów w Miliczu. Do wybuchu wojny gospodarował w rodzinnym majątku. Stał na czele organizacji konspiracyjnej „Jedność”. Otrzymał awans na kapitana, ze starszeństwem od 1 września 1914 W dniu 29 listopada 1918 objął dowództwo nad oddziałem wojskowym stacjonującym w Jarocinie. Pod komendą Gorzeńskiego liczebność tej jednostki zaczęła gwałtownie wzrastać – w dniu wybuchu powstania (27 grudnia tego roku) oddział liczył ok. 600 ludzi.

## Powstanie wielkopolskie
W momencie wybuchu powstania Gorzeński przebywał w Poznaniu, dokąd udał się na powitanie Ignacego J. Paderewskiego. Postępy zrywu w Poznaniu sprawiły, że Gorzeński mógł powrócić do swojego oddziału w Jarocinie już w dniu 29 grudnia. Rankiem 1 stycznia 1919 dwie kompanie z jego oddziału udały się do Ostrowa Wielkopolskiego, gdzie po połączeniu sił z Batalionem Pogranicznym ze Szczypiorna, brały udział w przejęciu najważniejszych strategicznie punktów miasta – garnizon niemiecki oddał Ostrów bez walki. Jeszcze tego samego dnia Gorzeński wraz z kompaniami powrócił do Jarocina i na tamtejszym Rynku wziął udział w uroczystym przejęciu władzy w mieście. Zawieszona na budynku ratusza polska flaga stała się symbolem powrotu Jarocina do Polski. Resztki garnizonu niemieckiego oraz niemiecka część mieszkańców nie stawiała najmniejszego oporu.
Również tego samego dnia (1 stycznia) brał udział w rokowaniach z garnizonem niemieckim w Krotoszynie. Proporcja sił niemieckich i polskich w Krotoszynie nie była na tyle korzystna dla Polaków, aby przejąć miasto siłą. W wyniku rokowań garnizon niemiecki zgodził się jednak opuścić miasto, zachowując broń indywidualną (sprzęt ciężki pozostał na miejscu). W ten sposób Krotoszyn także znalazł się w rękach polskich.
3 stycznia 1919 batalion Gorzeńskiego brał udział w wyzwoleniu miasta Zduny; z kolei atak na opanowany przez Niemców Zbąszyń w dniach 6–11 stycznia nie powiódł się.
W dniu 7 stycznia 1919 mjr Stanisław Taczak (przywódca powstania wielkopolskiego) mianował Gorzeńskiego dowódcą VI Okręgu Wojskowego z siedzibą w Jarocinie; po zmianach reorganizacyjnych został komendantem etapu III Okręgu Wojskowego w Jarocinie. Był jednym z twórców 11 Pułku Strzelców Wielkopolskich.
W powstaniu Gorzeński szkolił, dostarczał wyżywienia i fundował sztandary żołnierzom. Za udział w powstaniu otrzymał Krzyż Srebrny Virtuti Militari kl. V (2 IV 1921).

## Ostatnie lata życia
Gorzeński został pierwszym po odzyskaniu niepodległości Honorowym Obywatelem Miasta Jarocina. Imieniem hrabiego nazwano także plac w Jarocinie (później zwany także imieniem Bohaterów Stalingradu, następnie Parkiem Zwycięstwa, a od dnia 29 listopada 2016 ponownie imieniem Gorzeńskiego; w mieście istnieje ponadto ulica do dziś nosząca imię Gorzeńskiego). Ze względu na zły stan zdrowia, przeniesiony w dniu 24 marca 1920 do rezerwy. Rok później, 28 maja, został awansowany do stopnia majora. Zweryfikowany w tym stopniu ze starszeństwem z 1 czerwca 1919 w korpusie oficerów piechoty. W 1922 był oficerem rezerwy 81 Pułku Piechoty. W następnym roku był oficerem rezerwy 14 Pułku Ułanów Jazłowieckich we Lwowie. W 1924 został ponownie przeniesiony do korpusu oficerów pospolitego ruszenia piechoty i przydzielony do 69 Pułku Piechoty w Gnieźnie.
Po wycofaniu się ze służby wojskowej, osiadł w majątku tarzeckim, gdzie zajął się działalnością rolną i społeczną, m.in. w 1922 został komendantem jarocińskiego Towarzystwa Powstańców.
W 1920 małżonka hrabiego, Elżbieta, w podzięce za szczęśliwy powrót Zbigniewa z powstania, postawiła w parku tarzeckim zachowaną do dziś figurkę Matki Boskiej z Lourdes (w czasie wojny ukrywano ją przed Niemcami).
Hrabia Gorzeński wspomagał finansowo studia seminaryjne późniejszego biskupa pomocniczego poznańskiego – Franciszka Jedwabskiego z sąsiedniej Wilkowyi. Przygarnął także wyrzuconą z sąsiedniego majątku rodzinę Zgorzelaków oraz dwójkę sierot z Cykowa. Brał udział w akcjach pomocy ubogim w rejonie jarocińskim. Zainicjował budowę pomnika powstańców wielkopolskich w Jarocinie.
Zbigniew Ostroróg-Gorzeński zmarł 12 czerwca 1926 w Tarcach. Przyczyną śmierci było ropne zapalenie opłucnej. Po uroczystościach pogrzebowych w kościele parafialnym w Wilkowyi, trumnę złożono w kaplicy grobowej Gorzeńskich we Lgowie. Starym zwyczajem szlacheckim nad trumną Gorzeńskiego złamano miecz, tarczę i pieczęć herbową – na znak wygaśnięcia linii męskiej rodu. 
Jesienią 1959 szczątki hrabiego (wraz ze wszystkimi trumnami z krypty grobowej) przeniesiono na cmentarz we Lgowie, gdzie spoczywają do dziś.

## Upamiętnienie
Imieniem hr. Zbigniewa-Ostroroga Gorzeńskiego nazwano park w Jarocinie (przylegający do ulic Hallera i Śródmiejskiej) oraz ulice w Jarocinie i Żerkowie. W tym samym parku, w 150. rocznicę urodzin (tj. 15 lutego 2019 r.), odsłonięto pełnowymiarowy pomnik komendanta. Odczytany został apel poległych, w którym przywołano wszystkich jarociniaków poległych w powstaniu wielkopolskim. Ze względu na trwającą żałobę narodową (po śmierci Jana Olszewskiego), podczas uroczystości orkiestra wojskowa mogła wykonać jedynie Hymn Polski oraz – po apelu poległych – sygnał Wojska Polskiego i utwór "Śpij kolego". Odsłonięcia pomnika dokonał burmistrz miasta – Adam Pawlicki.
We wrześniu 2018 na budynku kręgielni przy ul. Jarocińskiej w Żerkowie, powstał mural upamiętniający 100. rocznicę odzyskania przez Polskę niepodległości oraz wybuch powstania wielkopolskiego. Mural przedstawia m.in. majora Zbigniewa Ostroroga-Gorzeńskiego. Malowidło wykonali Maciej Tomaszewski i Filip Fajfer – na zlecenie Urzędu Gminy Żerków. 

## Ordery i odznaczenia
- Krzyż Srebrny Orderu Wojskowego Virtuti Militari nr 1005[7]